# Playmobil-filmen
Playmobil-filmen (engelska: Playmobil: The Movie) är en fransk datoranimerad film från 2019, regisserad och skriven av Lino DiSalvo. Filmens tema och rollfigurer bygger på den tyska leksaksserien Playmobil.

## Handling
Marla Brenner är en 18-årig tjej som bor med sin lillebror Charlie i ett fint hus i Montreal. Precis som Charlie älskar hon Playmobil-leksaker och de slutar aldrig hitta på nya historier. De gillar särskilt att spela riddare och vikingar som slåss mot romerska soldater. En solig dag är hon väldigt glad eftersom hon äntligen fått sitt pass. Hon drömmer om att utforska världen och lovar Charlie att ta honom med sig. Men några ögonblick senare ringer två poliser på Brenners dörr. De meddelar att hennes föräldrar precis har råkat ut för en bilolycka. De överlevde inte.
Fyra år senare har Marla gett upp sina drömmar och gör sitt bästa för att ta hand om huset och sin nu 10-årige bror Charlie. Den senare har inte förlorat sin barns själ, men känner inte längre igen sin storasyster som "växt upp" alldeles för snabbt.

## Rollista
- Anya Taylor-Joy – Marla (även röst)
- Gabriel Bateman – Charlie (även röst)
- Harry Standjofski – museivårdare

### Originalröster
- Jim Gaffigan – Del
- Daniel Radcliffe – Rex Dasher
- Meghan Trainor – den goda fén
- Kenan Thompson – Bloodbones
- Adam Lambert – kejsare Maximus
- Wendi McLendon-Covey
- Lino DiSalvo – Robotiron
- Kirk Thornton – Ook Ook, grottmänniskan
- Dan Navarro – vikingahövdingen
- Cindy Robinson – Nola, l'alien chasseuse de primes
- Spike Spencer – övriga röster
- Benjamin Diskin – Seadog
- Kellen Goff – Salty
- Dino Andrade – Scurvy Pete

### Svenska röster
- Julia Kedhammar – Marla
- Theodor Strid – Charlie
- Anton Körberg – Del
- Andreas Weise – Rex Dasher
- Peter Johansson – Kejsare Maximus
- Mariette Hansson – Goda Fén
- Oscar Harryson – Blodben
- Ayla Kabaca – Glinara
- Jessica Lagergren – Valera
- Claudia Galli Concha – Nola
- Övriga röster – Adam Fietz, Anders Öjebo, Emelie Clausen, Joakim Jennefors, Lorens Kauppi, Oscar Rosberg
- Översättare – Joakim Tidermark
- Regissör och inspelningstekniker – Ingemar Åberg
- Mixtekniker – Henrik Vindeby, Anders Wiedemann
- Svensk version producerad av BTI Studios[7]

## Produktion
En animerad Playmobil-film, med titeln Playmobil: Robbers, Thieves & Rebels och producerad av On Entertainment, Wild Bunch och Pathé planerades ursprungligen till 2017. Bob Persichetti tillkännagavs sedan som regissör och producent. Projektet planeras sedan som den första filmen i en animerad trilogi av ON Animations Studios.
I februari 2016 tillkännagavs slutligen Lino DiSalvo som regissör och ersatte Bob Persichetti. Det här blir hans första långfilm som regissör, efter sjutton år på Disneys animationsavdelning. Filmens budget beräknas då till 75 miljoner dollar. Produktionen sköttes framför allt av Dimitri Rassam och Aton Soumache från företaget ON Animation Studios. I maj 2016 tillkännagavs Blaise Hemingway som manusförfattare.
I november 2017 lades Wendi McLendon-Covey till i rollistan. Det avslöjas också att filmen skulle bestå av både 3D-animation och live action. I juni 2018 presenterades vissa detaljer om filmen på Annecy animationsfestival. I oktober 2018 växte rollistan med ankomsten av Anya Taylor-Joy, Gabriel Bateman, Daniel Radcliffe, Jim Gaffigan, Meghan Trainor och Adam Lambert. De två sistnämnda skriver och sjunger också filmens musikstycken.
Inspelningen av live action-sekvenserna ägde rum i Montreal.